# Long Way Down (альбом Тома Оделла)
Long Way Down — дебютний студійний альбом британського музиканта та автора пісень Тома Оделла, представлений 24 червня 2013 року під лейблом Columbia.

## Передісторія
На початку 2012 року Оделл оголосив, що підписав контракт з Columbia Records та розпочав запис свого дебютного альбому. Офіційний запис альбому розпочався влітку 2012 року із продюсером Деном Греч-Маргером у студії RAK Studios (Сент-Джонс-Вуд, Лондон). У листопаді 2012 року музикант випустив свій перший мініальбом Songs from Another Love, до якого увійшов вже відомий хіт «Another Love».
У грудні 2012 року Оделл оголосив, що альбом матиме назву Long Way Down. Окрім того, він також оприлюднив обкладинку платівки та дату випуску — 16 квітня 2013 року (яку згодом було змінено на 24 червня 2013 року).

## Список пісень
Автором усіх пісень є Том Оделл (якщо не зазначено інше), продюсером — Ден Греч-Маргера.
| #     | Назва              | Автор                 | Тривалість |
| ----- | ------------------ | --------------------- | ---------- |
| 1.    | «Grow Old with Me» |                       | 3:03       |
| 2.    | «Hold Me»          | Odell Еґ Вайт         | 3:08       |
| 3.    | «Another Love»     |                       | 4:04       |
| 4.    | «I Know»           | Odell Джонні Латтімер | 3:52       |
| 5.    | «Sense»            | Odell Еґ Вайт         | 4:24       |
| 6.    | «Can't Pretend»    |                       | 3:37       |
| 7.    | «Till I Lost»      |                       | 3:37       |
| 8.    | «Supposed to Be»   |                       | 3:33       |
| 9.    | «Long Way Down»    |                       | 2:29       |
| 10.   | «Sirens»           | Odell Енді Берроуз    | 3:41       |
| 35:20 |                    |                       |            |

| Додаткові пісні deluxe видання | Додаткові пісні deluxe видання     | Додаткові пісні deluxe видання | Додаткові пісні deluxe видання |
| #                              | Назва                              | Автор                          | Тривалість                     |
| ------------------------------ | ---------------------------------- | ------------------------------ | ------------------------------ |
| 11.                            | «I Think It's Going to Rain Today» | Ренді Ньюман                   | 2:54                           |
| 12.                            | «Storms»                           |                                | 3:08                           |
| 13.                            | «Heal»                             |                                | 3:13                           |
| 14.                            | «Till I Lost» (демо)               |                                | 4:23                           |
| 15.                            | «Grow Old with Me» (демо)          |                                | 2:47                           |

| Додаткова пісня iTunes | Додаткова пісня iTunes            | Додаткова пісня iTunes |
| #                      | Назва                             | Тривалість             |
| ---------------------- | --------------------------------- | ---------------------- |
| 16.                    | «Supposed to Be Acoustic» (відео) | 3:36                   |

## Чарти

### Тижневі чарти
| Чарт (2013—2016)                                     | Найвища позиція |
| ---------------------------------------------------- | --------------- |
| Australian Albums (ARIA)                             | 66              |
| Австрія Austrian Albums (Ö3 Austria)                 | 48              |
| Бельгія Belgian Albums (Ultratop Flanders)           | 5               |
| Бельгія Belgian Albums (Ultratop Wallonia)           | 26              |
| Данія Danish Albums (Hitlisten)                      | 36              |
| Нідерланди Dutch Albums (MegaCharts)                 | 1               |
| Франція French Albums (SNEP)                         | 60              |
| Німеччина German Albums (Media Control)              | 17              |
| Ірландія Irish Albums (IRMA)                         | 5               |
| Нова Зеландія New Zealand Albums (Recorded Music NZ) | 39              |
| Польща Polish Albums (ZPAV)                          | 31              |
| Шотландія Scottish Albums (OCC)                      | 1               |
| Швейцарія Swiss Albums (Schweizer Hitparade)         | 2               |
| UK Albums (OCC)                                      | 1               |
| US Billboard Folk Albums                             | 12              |
| US Billboard Heatseekers Albums                      | 8               |

### Річні чарти
| Чарт (2021)                  | Позиція |
| ---------------------------- | ------- |
| Dutch Albums (Album Top 100) | 78      |

| Чарт (2022)                  | Позиція |
| ---------------------------- | ------- |
| Dutch Albums (Album Top 100) | 19      |

## Сертифікації
| Регіон | Сертифікація | Продажі  |
| --- | ------------ | -------- |
| Данія (IFPI Denmark)                                                                                       | Платиновий   | 20 000   |
| Німеччина (BVMI)                                                                                           | Золотий      | 100 000  |
| Нідерланди (NVPI)                                                                                          | Платиновий   | 40 000   |
| Польща (ZPAV)                                                                                              | Платиновий   | 20 000   |
| Велика Британія (BPI)                                                                                      | Платиновий   | 300 000* |
| *продажі, що базуються лише на сертифікаціях · продажі+прослуховування, що базуються лише на сертифікаціях |              |          |